# 天鎮龍屬

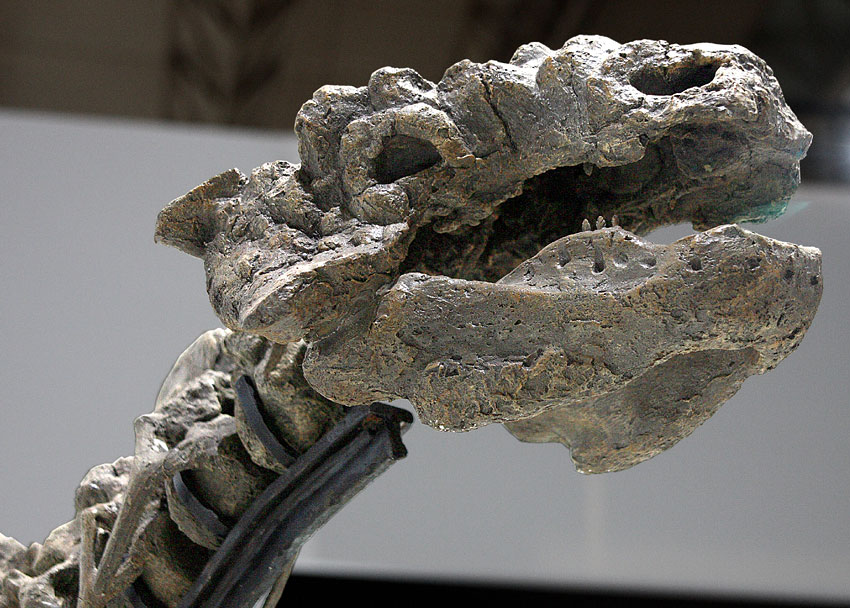
天鎮龍的頭顱骨

天鎮龍屬是甲龍科的一屬，化石發現於中國山西省大同市天鎮縣的趙家溝村，該地屬於灰泉堡組（Huiquanpu Formation），年代為白堊紀晚期。
天鎮龍只有一個種，楊氏天鎮龍（T. youngi），化石包含一個完整的頭顱骨與身體骨骼。天鎮龍是種體型中等的甲龍類，頭顱骨長度約為 28 公分，身長接近 4 公尺。許多研究人員認為天鎮龍其實是美甲龍的次同物異名，但仍未確定。在 2004 年，Vickaryous等人將天鎮龍歸類於甲龍科，並為繪龍的姐妹分類單元。